# PLADES
PLADES, (Programa Laboral de Desarrollo) es una ONG peruana que trabaja en el fortalecimiento de las organizaciones sindicales del Perú y la Comunidad Andina en particular, y los países andinos y latinoamericanos, en general.
Fundada en 1991, es una institución conformada por un equipo multidisciplinario de profesionales especializados en la problemática sociolaboral de América Latina.
Promueve el fortalecimiento de las organizaciones sindicales y la vigilancia social de estándares laborales reconocidos en los instrumentos internacionales vigentes incorporando una perspectiva de equidad de género, contribuyendo a la construcción de un modelo global de desarrollo solidario, justo y democrático.
Forma parte de varias redes internacionales, entre ellas la Red Global, la Red Sindical Mundial de Investigación (GURN), la Red Latinoamericana de Investigación (Red Lat) y la Red Puentes.
PLADES desarrolla programas de capacitación con organizaciones laborales, sindicales, regionales, etc. Nuestra labor parte desde la elaboración del diagnóstico educacional que permite conocer las fortalezas y debilidades de los miembros o equipos de trabajo en una organización. El establecimiento de objetivos y metas educativas, y las actividades que cumplan dichos objetivos. Finalmente se realiza la evaluación del personal capacitado como del proceso mismo de capacitación.
Los temas en los que participamos son:
- Diseño y elaboración de materiales educativos
- Diseño de programas de formación.
- Capacitación de trabajadores y trabajadoras en temas vinculados al mundo laboral y la formación del adulto.
- Ejecución de proyectos de educación semipresencial

Los objetivos institucionales son:
- Producir, validar y transferir sistemas y estrategias que mejoren la capacidad de acción y de influencia de los sindicatos en el escenario global.
- Producir y difundir conocimiento sistematizado sobre la problemática sociolaboral del Perú y la región.
- Incidencia en políticas públicas y en los actores sociales vinculados al mundo del trabajo